# Gødstrup Engsø
Gødstrup Engsø, også kaldet Gødstrup Sø, ligger i den sydøstlige del af Sjællands største mose-område, Holmegaard Mose m.m. i Sydsjælland. Hele det 19 km2 store naturområde blev i 1983 udpeget til EF-fuglebeskyttelsesområde nr.91. 
Engsøens areal varierer mellem 30 og 50 hektar. Den maximale vandstand er ca.3 meter. 

## Historie
Søens har en meget usædvanlig historie. I marts 1978 opstod søen for første gang i nyere tid, efter i talrige år forinden at være afvandet og anvendt som græsenge og kornmarker.
Fra 1978 og frem til og med 2003 opstod Gødstrup Engsø i alt ni gange som følge af ekstra store mængder smeltevand og nedbør først på året. Alle år pumpede lodsejerne i løbet af forsommeren søens vand væk under rederne for tusindvis af ynglefugle, der begejstret havde slået sig ned i den nye sø. Gråstrubet lappedykker havde eksempelvis en af Danmarks aller største ynglebestande. Op til 46 par forsøgte årligt at yngle, men næppe over 5 unger er fra 1978-2012 kommet ud af anstrengelserne. I alt ca. 250 par gråstrubede lappedykkere har igennem årene måttet se deres æg eller unger gå til grunde på en udtørret søbund.
Fra november 2003 og et par måneder frem etableredes et såkaldt VMP II-projekt, der af både grønne organisationer, som Danmarks Naturfredningsforening (DN) og Dansk Ornitologisk Forening (DOF), projektansvarlige myndigheder samt lodsejerne blev udråbt som det perfekte redskab til at løse den gordiske knude som sø-sagen – "Søkrigen" som DRs Regionalradio i Næstved døbte sagen – havde udviklet sig til, fordi lodsejere ikke ønskede den naturligt genopståede sø mens naturinteresserede gjorde.
VMP II-projektet skulle vise sig at forlænge de i forvejen store problemer for søens ynglende vandfugle. Allerede første år, i 2004, gik størsteparten af æg og unger fra søens mange ynglefugle til grunde som følge af voldsomt varierende vandstand og blæst i den nu stærkt vindeksponerede sø – et ny problem skabt ved, at flere hektar småskove og levende hegn, der voksede på kryds og tværs i søbassinet, i november 2003 blev fældet og brændt af. DOF  offentliggjorde en grundig artikel om problemerne i november 2004 i foreningens blad ”Fugle & Natur”, men lagde her efter låg på sagen efter kritik af blandt andet foreningens næstformand Niels Riis, der som medarbejder i konsulentfirmaet COWI var hovedansvarlig for en stor del af VMP II-søprojektet. 
Storstrøms Amt bagatelliserede problemerne for søens ynglefugle som naturlige indkøringsvanskeligheder.
Trods flere appeller til DOF om at forholde sig til fuglenes alvorlige problemer i VMP II-søen, forholdt foreningen sig tavs om sagen efter 2004. Ud af nu 10 sæsoner som VMP II-sø har 8 været katastrofale for de 500-1000 par vandfugle, der årligt forsøger at yngle i søen. Kun 1-2 ynglesæsoner kan betegnes som delvis succesfulde. De dårlige resultater  kan ikke længere bortforklares som indkøringsvanskeligheder.
Storstrøms Amt forsøgte at bortforklare det meget lille antal flyvefærdige fugleunger med, at søen var hjemsøgt af særligt mange forvildede mink, der toldede stærkt af fugleynglen. Og i samarbejde med Gisselfeld Gods gennemførte Storstrøms amt frem til amternes nedlæggelse ved udgangen af 2006 et ineffektivt minkbekæmpelsesprogram med opsætning af minkfælder blandt andet på flydeøer.
Den over 1 km lange og 300 meter brede Gødstrup Sø i EF-fuglebeskyttelsesområde nr. 91 i Sydsjælland er fra naturens side et eldorado for en lang række fuglearter, der i blandt mange sjældne og truede. Men VMP II-projektet – hvis design tager mere hensyn til jordejernes økonomiske interesser, samt krav til bakteriel fjernelse af kvælstofforurening fra industrilandbruget –  er endt med at dræbe tusindvis af fugleunger, frem for at beskytte dem.
Myndigheder og grønne organisationer som DN og DOF, der vedholdende har udtalt sin støtte til det forkert designede projekt, blev ved årtusindskiftet grundigt advaret mod projektet af lokale ornitologer og andre førende eksperter.
VMP II-projektet er dog meget succesfuldt hvad angår ikke ynglende trækkende vandfugle og jagt, blandt andet på overnattende gæs, der er blevet en givtig forretning for lodsejerne, især Gisselfeld Gods. Ydermere er en lang række nye fuglearter konstateret i EU-fugleområde nr.91, således at områdets samlede artsliste nu tæller 260 arter.
DNs egen naturskovsekspert, der for foreningen i 1997 havde udarbejdet en faglig redegørelse om en unik naturskov projektmagerne ønskede at fælde for blot at skaffe ejeren, Gisselfeld gods, 1 million kr. mere i erstatning, kaldte i et brev til DNs ledelse VMP II-projektet "den værste rævekage" han nogensinde havde set. Trods en skovfaglig redegørelse til DNs ledelse, der entydigt opfordrede til at beskytte den biologisk unikke naturskov, endte naturfredningsforeningen med at lukke øjnene for, at 9 hektar gammel skov blev destrueret alene, fordi den forøgede erstatning sikrede Gisselfelds tilslutning til amtets VMP II-projekt, der krævede konsensus fra alle søens i alt 12 lodsejere. I årene op til VMP II-projektets realisering havde Gisselfeld vedholdende afvist alle planer om at sikre Gødstrup Engsø permanent eksistens.
Alt i alt har VMP II-projektet kostet den danske stat og EU over 3 millioner kr.
55°16′28.97″N 11°52′24.19″Ø / 55.2747139°N 11.8733861°Ø